# Anthicus siccensis
Anthicus siccensis là một loài bọ cánh cứng trong họ Anthicidae. Loài này được Normand miêu tả khoa học năm 1950.